# Colle di Tora
Colle di Tora är en ort och kommun i provinsen Rieti i regionen Lazio i Italien. Kommunen hade 359 invånare (2018).